# Nowa Wieś (Podleszany)
Nowa Wieś – część wsi Podleszany w Polsce położona w województwie podkarpackim, w powiecie mieleckim, w gminie Mielec.
W latach 1975-1998 miejscowość administracyjnie należała do województwa rzeszowskiego.